# Баунти
 Тази статия е за архипелага.  За филма вижте Баунти (филм).  
Баунти (на английски: Bounty Islands) е група от 13 гранитни островчета и множество скали с обща площ 135 ha в южната част на Тихия океан, териториално владение на Нова Зеландия. Намират се на 650 km югоизточно от Южния остров на Нова Зеландия. На островите няма човешко население, но има много популации на пингвини и албатроси. През 19 век островите са били популярна ловна дестинация за моряците.
Цялата островна верига е дълга 5 km и се дели на 3 групи, от които най-голямата е „Основната група“ (8 острова), другите две са „Централна“ (3 острова) и „Източна група“ (2 острова) острови. Цялата площ е 1,35 km2, а най-високата точка е на 73 m надморска височина и се намира на остров „Фюнъл“.
Островите са открити през 1788 г. от Уилям Блай и са кръстени на неговия кораб. Това става няколко месеца преди известния метеж.
Климатът на островите е хладен и ветрови, но с малка годишна амплитуда. Температура на най-студения месец (август) – 5,5 °C, а на най-топлия – януари-февруари – 11 °C.
Островите са поставени в списъка на Юнеско заедно с други субарктически новозеландски острови.